# Devillady
Devillady (デビルマン レディー?, Debiruman Redī) è un manga di Gō Nagai, poi trasposto anche in anime.

## Trama
Jun Fudo è un'insegnante giapponese, ex campionessa olimpionica di nuoto, suo malgrado dotata di uno spaventoso segreto: può trasformarsi in una mostruosa eroina chiamata Devillady. A coordinare le sue operazioni c'è l'enigmatica Ran Asuka, direttrice dell'organizzazione paramilitare segreta Human Alliance. Compito dell'organizzazione è combattere i Devil Beast, delle mostruose creature che si risvegliano spontaneamente all'interno dei corpi di alcuni esseri umani, che però, a differenza di Jun, perdono il controllo di sé e tendono a soddisfare i propri istinti di morte e distruzione. Della trasformazione di Jun esistono due varianti di Devillady: la prima alta due metri con la carnagione umana (come il Devilman dell'OAV), la seconda invece è un colosso alto 10 metri dalla pelle blu/verde (come il Devilman della serie televisiva).

## Personaggi

La protagonista di Devillady.

Jun Fudo (不動 ジュン?, Fudo Jun)
Doppiata da: Junko Iwao (ed. giapponese), Stella Musy (ed. italiana)
Dopo due anni di università di provincia, la ventiduenne Jun arriva a Tokyo per lavorare come indossatrice. Grazie all'inquietante Ran, da cui è morbosamente attratta, scoprirà di avere il potere di trasformarsi in Devillady per poter combattere contro i devilman beast. Odia trasformarsi perché in forma di demone non riesce a controllare i propri istinti più bassi.
Ran Asuka (アスカ 蘭?, Asuka Ran)
Doppiata da: Kaoru Shimamura (ed. giapponese), Francesca Fiorentini (ed. italiana)
Direttore della sede giapponese di HA (Human Alliance), al comando della squadra speciale contro i Devil Beast, convoca Jun per farla risvegliare come Devillady. In passato ha ucciso suo padre che stava studiando il sistema di trasformazione in Devil Beast, diventando egli stesso un beast.
Kazumi Takiura (滝浦 和美?, Takiura Kazumi)
Doppiata da: Kazusa Murai (ed. giapponese), Letizia Ciampa (ed. italiana)
Una liceale che è diventata indossatrice grazie alla sua ammirazione di Jun. I suoi genitori sono stati uccisi dai beast e lei va a vivere con Jun. È innamorata di Jun e finirà per diventare un beast.
Satoru (サトル?)
Doppiato da: Kazusa Murai (ed. giapponese), Laura Cosenza (ed. italiana)
Un bambino-devilman che, disgustato dal comportamento degli esseri umani, ha deciso di vivere dalla parte dei beast. Ha una squadra di beast, chiamata Crusaders, con cui attacca continuamente Jun e Kazumi.
Jason Bates (ジェイソン・ベイツ?, Jeison Beitsu)
Doppiato da: Ryūsei Nakao (ed. giapponese)
Lo scienziato che arriva in Giappone nella sede di HA. In realtà è un devilman come Jun. Rivaleggia con Jun e finisce per innamorarsi di lei.
Takeshi Maki (真木武志?, Maki Takeshi)
Doppiato da: Ryōichi Tanaka (ed. giapponese), Stefano Crescentini (ed. italiana)
Takeshi, ispirato al personaggio di Akira Fudo del primo "Devilman" (1972), è un devilman che combatte aiutando le Underground Girls, un gruppo di beast ribelli.

## Media

### Manga
Il manga, scritto e disegnato da Gō Nagai, è stato serializzato dal 30 gennaio 1997 al 6 luglio 2000 sulla rivista Weekly Morning edita da Kōdansha. I vari capitoli sono stati raccolti in diciassette volumi tankōbon pubblicati dal 19 luglio 1997 al 21 agosto 2000.
In Italia la serie è stata pubblicata da d/visual dal 23 luglio 2004 al 2 agosto 2007.

#### Volumi
| Nº | Data di prima pubblicazione | Data di prima pubblicazione | Data di prima pubblicazione | Data di prima pubblicazione |
| Nº | Giapponese                  | Giapponese                  | Italiano                    | Italiano                    |
| -- | --------------------------- | --------------------------- | --------------------------- | --------------------------- |
| 1  | 19 luglio 1997              | ISBN 4-06-328527-8          | 23 luglio 2004              | ISBN 4-902751-03-8          |
| 2  | 21 ottobre 1997             | ISBN 4-06-328542-1          | 5 ottobre 2004              | ISBN 4-902751-08-9          |
| 3  | 21 gennaio 1998             | ISBN 4-06-328556-1          | 17 dicembre 2004            | ISBN 4-902751-14-3          |
| 4  | 21 aprile 1998              | ISBN 4-06-328571-5          | 18 febbraio 2005            | ISBN 4-902751-25-9          |
| 5  | 21 luglio 1998              | ISBN 4-06-328587-1          | 15 aprile 2005              | ISBN 4-902751-26-7          |
| 6  | 20 ottobre 1998             | ISBN 4-06-328605-3          | 29 aprile 2005              | ISBN 4-902751-27-5          |
| 7  | 20 gennaio 1999             | ISBN 4-06-328614-2          | 30 giugno 2005              | ISBN 4-902751-28-3          |
| 8  | 19 aprile 1999              | ISBN 4-06-328624-X          | 2 settembre 2005            | ISBN 4-902751-29-1          |
| 9  | 19 luglio 1999              | ISBN 4-06-328641-X          | 23 dicembre 2005            | ISBN 4-902751-30-5          |
| 10 | 20 ottobre 1999             | ISBN 4-06-328656-8          | 24 marzo 2006               | ISBN 4-902751-31-3          |
| 11 | 14 dicembre 1999            | ISBN 4-06-328665-7          | 12 maggio 2006              | ISBN 4-902751-32-1          |
| 12 | 21 febbraio 2000            | ISBN 4-06-328675-4          | 2 agosto 2006               | ISBN 4-902751-33-X          |
| 13 | 21 marzo 2000               | ISBN 4-06-328680-0          | 20 ottobre 2006             | ISBN 4-902751-34-8          |
| 14 | 19 aprile 2000              | ISBN 4-06-328686-X          | 22 dicembre 2006            | ISBN 4-902751-35-6          |
| 15 | 22 maggio 2000              | ISBN 4-06-328691-6          | 2 aprile 2007               | ISBN 978-4-902751-36-9      |
| 16 | 18 luglio 2000              | ISBN 4-06-328698-3          | 2 agosto 2007               | ISBN 978-4-902751-37-6      |
| 17 | 21 agosto 2000              | ISBN 4-06-328704-1          | 2 agosto 2007               | ISBN 978-4-902751-38-3      |

### Anime

Copertina del primo DVD dell'edizione italiana Dynamic Italia.

Un adattamento anime prodotto da TMS Entertainment diretto da Toshiki Hirano e sceneggiato da Chiaki J. Konaka, è andato in onda in Giappone su MBS dal 10 ottobre 1998 al 9 maggio 1999 per un totale di 26 episodi. La direzione artistica è stata ad opera di Toru Koga, il character design di Shinobu Nishioka mentre il monster design di Hiroshi Maruyama. La trama della versione animata è quasi completamente diversa da quella del manga, e presenta solo due personaggi dell'opera originale, Jun Fudo e Ran Asuka.
In Italia la serie è stata pubblicata inizialmente in DVD da Dynamic Italia dal 7 novembre 2003. Successivamente, è stata trasmessa su La 7 Cartapiù dal 4 giugno al 27 agosto 2008.

#### Episodi
| Nº | Titolo italiano Giapponese 「Kanji」 - Rōmaji | In onda          | In onda        |
| Nº | Titolo italiano Giapponese 「Kanji」 - Rōmaji | Giapponese       | Italiano       |
| 1  | Belva 「獣」 - Kemono                         | 10 ottobre 1998  | 4 giugno 2008  |
| 2  | Sangue 「血」 - Chi                           | 17 ottobre 1998  | 4 giugno 2008  |
| 3  | Ali 「翼」 - Tsubasa                          | 24 ottobre 1998  | 11 giugno 2008 |
| 4  | Embrione 「胚」 - Kyo                         | 31 ottobre 1998  | 11 giugno 2008 |
| 5  | Squalo 「鮫」 - Same                          | 7 novembre 1998  | 18 giugno 2008 |
| 6  | Gatto 「猫」 - Neko                           | 14 novembre 1998 | 18 giugno 2008 |
| 7  | Nebbia 「霧」 - Kiri                          | 21 novembre 1998 | 25 giugno 2008 |
| 8  | Nemico 「敵」 - Teki                          | 28 novembre 1998 | 25 giugno 2008 |
| 9  | Occhi 「眼」 - Me                             | 5 dicembre 1998  | 2 luglio 2008  |
| 10 | Fuoco 「炎」 - Honō                           | 12 dicembre 1998 | 2 luglio 2008  |
| 11 | La scatola 「箱」 - Nako                      | 19 dicembre 1998 | 9 luglio 2008  |
| 12 | Volti 「顔」 - Kao                            | 9 gennaio 1999   | 9 luglio 2008  |
| 13 | Corda 「縄」 - Nawa                           | 16 gennaio 1999  | 16 luglio 2008 |
| 14 | Casa 「家」 - Ie                              | 24 gennaio 1999  | 16 luglio 2008 |
| 15 | Corvo 「鴉」 - Karasu                         | 30 gennaio 1999  | 23 luglio 2008 |
| 16 | Voce 「聲」 - Chin                            | 6 febbraio 1999  | 23 luglio 2008 |
| 17 | Fame 「飢」 - Ki                              | 13 febbraio 1999 | 30 luglio 2008 |
| 18 | Corpo 「軀」 - Ku                             | 20 febbraio 1999 | 30 luglio 2008 |
| 19 | Catene 「枷」 - Kase                          | 27 febbraio 1999 | 6 agosto 2008  |
| 20 | Cadaveri 「骸」 - Mukuro                      | 6 marzo 1999     | 6 agosto 2008  |
| 21 | Segno 「印」 - In                             | 20 marzo 1999    | 13 agosto 2008 |
| 22 | Desiderio 「願」 - Gan                        | 10 aprile 1999   | 13 agosto 2008 |
| 23 | Vita 「命」 - Inochi                          | 17 aprile 1999   | 20 agosto 2008 |
| 24 | Anima 「心」 - Kokoro                         | 24 aprile 1999   | 20 agosto 2008 |
| 25 | Dio 「神」 - Kami                             | 1º maggio 1999   | 27 agosto 2008 |
| 26 | Uomo 「人」 - Nin                             | 8 maggio 1999    | 27 agosto 2008 |

## Pachinko
Il 7 marzo 2012 è stata lanciata una macchina per pachinko Devilman Lady chiamata: CR Devilman Lady FPW (CRデビルマンレディー FPW?, CR Debiruman Redī FPW), ispirata all'adattamento dell'anime.